# Geoffroy Lequatre
Geoffroy Lequatre (Pithiviers, 30 de junio de 1981) es un ciclista francés.
Debutó en profesionales en 2004 con el equipo del Crédit Agricole. Después pasó a formar parte del equipo Cofidis, le Crédit en Ligne durante dos temporadas, en las cuales participó en su primer Tour de Francia en 2007. En 2008 firmó con el equipo Agritubel. Debido a la desaparición del equipo a finales de 2009, se unió al nuevo equipo del RadioShack. Tras la fusión del RadioShack con el Leopard Trek, Lequatre fichó por el Bretagne-Schuller.

## Palmarés
2002
- Gran Premio de la Villa de Pérenchies

2008
- Vuelta a Gran Bretaña[1]

2011
- 3.º en el Campeonato de Francia Contrarreloj

## Resultados en Grandes Vueltas y Campeonatos del Mundo
| Carrera         | Carrera         | 2004 | 2005 | 2006  | 2007 | 2008 | 2009 | 2010 | 2011  | 2012 | 2013 |
| --------------- | --------------- | ---- | ---- | ----- | ---- | ---- | ---- | ---- | ----- | ---- | ---- |
|                 | Giro de Italia  | —    | —    | —     | —    | —    | —    | —    | —     | —    | —    |
|                 | Tour de Francia | —    | —    | —     | Ab.  | 83.º | 64.º | —    | —     | —    | —    |
|                 | Vuelta a España | —    | —    | 103.º | 98.º | —    | —    | —    | 110.º | —    | —    |
| Mundial en Ruta | Mundial en Ruta | —    | —    | —     | —    | 71.º | —    | —    | —     | —    | —    |

―: no participa
Ab.: abandono